# 孙晓郁
孙晓郁（1946年1月—），河北满城人，中国共产党及中华人民共和国官员。

## 生平
1968年，孙晓郁自法国格勒诺布尔大学文学院毕业。1974年加入中国共产党。历任中华人民共和国驻法国大使馆随员、三等秘书，外交部礼宾司干部，全国人大常委会办公厅外事局处长、副局长，全国人大常委会委员长秘书。1988年8月至1996年11月，任国务院台湾事务办公室副主任。1993年起任中共中央台湾工作办公室副主任。1996年11月起任国务院发展研究中心副主任。后兼任中国国际文化交流中心副理事长、全国台湾研究会副会长。2007年12月23日，国务院免去孙晓郁的国务院发展研究中心副主任职务。
2008年，当选第十一届全国政协常务委员，代表社会科学界，分入第三十二组，并担任经济委员会副主任。

## 家庭
- 父：郁文[1]